# Leichtathletik-Afrikameisterschaften 1996
Die 10. Leichtathletik-Afrikameisterschaften fanden vom 12. bis 16. Juni 1996 im Ahmadou-Ahidjo-Stadion in der kamerunischen Hauptstadt Yaoundé statt.
Entscheidungen fielen in 22 Disziplinen für Männer und 18 Disziplinen für Frauen. Bei den Frauen wurde der 10.000-Meter-Lauf abgesagt, und es gab noch keine Wettbewerbe im 3000-Meter-Hindernislauf, im Stabhochsprung und im Hammerwurf. Dafür wurde der 5000-Meter-Lauf der Frauen zum ersten Mal in das Programm aufgenommen.
Es nahmen 307 Athleten aus 33 Ländern teil. Die Titelverteidigung gelang den Algeriern Hakim Toumi (Hammerwurf) und Dounia Kara (5000 m Bahngehen). Außerdem siegte die nigerianische 4-mal-400-Meter-Staffel der Frauen zum sechsten Mal insgesamt und zum fünften Mal in Folge bei Afrikameisterschaften.

## Resultate

### 100 m
| Platz | Land    | Athlet           | Zeit    |
| ----- | ------- | ---------------- | ------- |
| 1     | Nigeria | Seun Ogunkoya    | 10,45 s |
| 2     | Kamerun | Benjamin Sirimou | 10,54 s |
| 3     | Nigeria | Sunday Emmanuel  | 10,66 s |

(Wind: -1,8 m/s)
| Platz | Land      | Athletin           | Zeit    |
| ----- | --------- | ------------------ | ------- |
| 1     | Kamerun   | Georgette Nkoma    | 11,67 s |
| 2     | Südafrika | Marliese Steyn     | 11,69 s |
| 3     | Kamerun   | Myriam Léonie Mani | 11,92 s |

(Wind: -0,3 m/s)

### 200 m
| Platz | Land     | Athlet         | Zeit   |
| ----- | -------- | -------------- | ------ |
| 1     | Senegal  | Oumar Loum     | 20,7 s |
| 2     | Guinea   | Joseph Loua    | 20,8 s |
| 3     | Botswana | Justice Dipeba | 20,9 s |

(Wind: +1,2 m/s)
| Platz | Land      | Athletin           | Zeit   |
| ----- | --------- | ------------------ | ------ |
| 1     | Kamerun   | Georgette Nkoma    | 23,1 s |
| 2     | Südafrika | Marliese Steyn     | 23,3 s |
| 3     | Kamerun   | Myriam Léonie Mani | 23,5 s |

(Wind: +1,1 m/s)

### 400 m
| Platz | Land    | Athlet                  | Zeit    |
| ----- | ------- | ----------------------- | ------- |
| 1     | Senegal | Ibrahima Wade           | 45,75 s |
| 2     | Kenia   | Simon Kemboi            | 46,00 s |
| 3     | Kenia   | Samson Kipchirchir Yego | 46,14 s |

| Platz | Land           | Athletin       | Zeit    |
| ----- | -------------- | -------------- | ------- |
| 1     | Nigeria        | Saidat Onanuga | 52,85 s |
| 2     | Uganda         | Grace Birungi  | 53,40 s |
| 3     | Elfenbeinküste | Alimata Koné   | 54,31 s |

### 800 m
| Platz | Land     | Athlet             | Zeit        |
| ----- | -------- | ------------------ | ----------- |
| 1     | Kenia    | Frederick Onyancha | 1:46,69 min |
| 2     | Algerien | Adem Hecini        | 1:47,17 min |
| 3     | Kenia    | Kipkemboi Lagat    | 1:47,35 min |

| Platz | Land           | Athletin       | Zeit       |
| ----- | -------------- | -------------- | ---------- |
| 1     | Kenia          | Naomi Mugo     | 2:02,8 min |
| 2     | Republik Kongo | Léontine Tsiba | 2:09,1 min |
| 3     | Gambia         | Adama Njie     | 2:10,1 min |

### 1500 m
| Platz | Land    | Athlet            | Zeit        |
| ----- | ------- | ----------------- | ----------- |
| 1     | Kenia   | Moses Kigen       | 3:39,78 min |
| 2     | Kenia   | Sammy Rono        | 3:40,47 min |
| 3     | Burundi | Gilbert Mvuyekure | 3:47,95 min |

| Platz | Land           | Athletin               | Zeit       |
| ----- | -------------- | ---------------------- | ---------- |
| 1     | Kenia          | Naomi Mugo             | 4:12,3 min |
| 2     | Kamerun        | Stéphanie Nicole Zanga | 4:34,2 min |
| 3     | Republik Kongo | Léontine Tsibe         | 4:35,6 min |

### 5000 m
| Platz | Land    | Athlet            | Zeit         |
| ----- | ------- | ----------------- | ------------ |
| 1     | Kenia   | Paul Koech        | 13:35,13 min |
| 2     | Kenia   | Simon Chemoiywo   | 13:35,13 min |
| 3     | Burundi | Faustin Ngézahayo | 13:49,49 min |

| Platz | Land    | Athletin        | Zeit              |
| ----- | ------- | --------------- | ----------------- |
| 1     | Kamerun | Florence Djépé  | 17:59,32 min (CR) |
| 2     | Kamerun | Marie Python    | 18:14,40 min      |
| 3     | Kamerun | Cathreen Ngwang | 19:27,39 min      |

### 10.000 m
| Platz | Land    | Athlet               | Zeit        |
| ----- | ------- | -------------------- | ----------- |
| 1     | Kenia   | Stephen Kiogora      | 29:16,4 min |
| 2     | Kenia   | William Kipchumba    | 29:22,3 min |
| 3     | Burundi | Isidore Nizigiyimana | 30:14,4 min |

### 110 m Hürden / 100 m Hürden
| Platz | Land      | Athlet            | Zeit        |
| ----- | --------- | ----------------- | ----------- |
| 1     | Nigeria   | William Erese     | 13,7 s (CR) |
| 2     | Nigeria   | Moses Oyiki Orode | 13,8 s      |
| 3     | Mauritius | Judex Lefou       | 13,9 s      |

(Wind: +1,2 m/s)
| Platz | Land      | Athletin         | Zeit    |
| ----- | --------- | ---------------- | ------- |
| 1     | Nigeria   | Glory Alozie     | 13,62 s |
| 2     | Südafrika | Lana Uys         | 13,78 s |
| 3     | Senegal   | Mame Tacko Diouf | 14,21 s |

(Wind: -0,2 m/s)

### 400 m Hürden
| Platz | Land      | Athlet                         | Zeit    |
| ----- | --------- | ------------------------------ | ------- |
| 1     | Senegal   | Ibou Faye                      | 49,60 s |
| 2     | Südafrika | Ferrins Pieterse               | 49,95 s |
| 3     | Ägypten   | El Hafni Abdel Maksoud Ibrahim | 50,74 s |

| Platz | Land      | Athletin          | Zeit    |
| ----- | --------- | ----------------- | ------- |
| 1     | Nigeria   | Saidat Onanuga    | 56,64 s |
| 2     | Südafrika | Lana Uys          | 57,05 s |
| 3     | Südafrika | Kleintjie Mogotsi | 60,19 s |

### 3000 m Hindernis
| Platz | Land         | Athlet              | Zeit        |
| ----- | ------------ | ------------------- | ----------- |
| 1     | Kenia        | Kipkemboi Cheruiyot | 8:38,72 min |
| 2     | Burundi      | Faustin Ngézahayo   | 8:39,38 min |
| 3     | Burkina Faso | Thomas Toyi         | 8:48,99 min |

### 20 km Gehen / 5000 m Gehen
| Platz | Land     | Athlet                | Zeit      |
| ----- | -------- | --------------------- | --------- |
| 1     | Tunesien | Hatem Ghoula          | 1:29:48 h |
| 2     | Kenia    | David Kimutai Rotich  | 1:30:05 h |
| 3     | Tunesien | Mohieddine Béni Daoud | 1:31:10 h |

| Platz | Land     | Athletin          | Zeit        |
| ----- | -------- | ----------------- | ----------- |
| 1     | Algerien | Dounia Kara       | 23:15,8 min |
| 2     | Ägypten  | Nagwa Ibrahim Ali | 24:05,4 min |
| 3     | Kenia    | Monica Akoth      | 24:05,7 min |

### Hochsprung
| Platz | Land         | Athlet         | Höhe   |
| ----- | ------------ | -------------- | ------ |
| 1     | Mauritius    | Khemraj Naïko  | 2,16 m |
| 2     | Nigeria      | Anthony Idiata | 2,16 m |
| 3     | Burkina Faso | Olivier Sanou  | 2,13 m |

| Platz | Land           | Athletin           | Höhe   |
| ----- | -------------- | ------------------ | ------ |
| 1     | Burkina Faso   | Irène Tiendrébéogo | 1,84 m |
| 2     | Kamerun        | Lolita Nack        | 1,80 m |
| 3     | Elfenbeinküste | Jeanine Blé        | 1,75 m |

### Weitsprung
| Platz | Land     | Athlet       | Weite  |
| ----- | -------- | ------------ | ------ |
| 1     | Tunesien | Anis Gallali | 7,81 m |
| 2     | Senegal  | Cheikh Touré | 7,79 m |
| 3     | Gambia   | Pa Modou Gai | 7,64 m |

| Platz | Land       | Athletin     | Weite  |
| ----- | ---------- | ------------ | ------ |
| 1     | Nigeria    | Grace Umelo  | 6,13 m |
| 2     | Seychellen | Béryl Laramé | 5,98 m |
| 3     | Senegal    | Kéné Ndoye   | 5,85 m |

### Dreisprung
| Platz | Land           | Athlet                  | Weite   |
| ----- | -------------- | ----------------------- | ------- |
| 1     | Seychellen     | Paul Nioze              | 16,52 m |
| 2     | Nigeria        | Oluyemi Sule            | 16,17 m |
| 3     | Republik Kongo | Roger Martial Ngouloubi | 15,16 m |

| Platz | Land    | Athletin               | Weite        |
| ----- | ------- | ---------------------- | ------------ |
| 1     | Senegal | Kéné Ndoye             | 12,99 m (CR) |
| 2     | Nigeria | Abiola Williams        | 12,68 m      |
| 3     | Kamerun | Françoise Mbango Etone | 12,51 m      |

### Stabhochsprung
| Platz | Land     | Athlet              | Höhe   |
| ----- | -------- | ------------------- | ------ |
| 1     | Tunesien | Anis Riahi          | 4,60 m |
| 2     | Ägypten  | Hassan Farouk Sayed | 4,20 m |
| 3     | –        | –                   | –      |

### Speerwurf
| Platz | Land      | Athlet       | Weite   |
| ----- | --------- | ------------ | ------- |
| 1     | Nigeria   | Pius Bazighe | 74,78 m |
| 2     | Südafrika | Louis Fouché | 74,54 m |
| 3     | Tunesien  | Maher Ridane | 72,60 m |

| Platz | Land       | Athletin            | Weite   |
| ----- | ---------- | ------------------- | ------- |
| 1     | Tunesien   | Fatma Zouhour Toumi | 51,88 m |
| 2     | Seychellen | Lindy Leveaux       | 42,24 m |
| 3     | Kamerun    | Monique Djikada     | 40,78 m |

### Diskuswurf
| Platz | Land           | Athlet                | Weite   |
| ----- | -------------- | --------------------- | ------- |
| 1     | Elfenbeinküste | Serge Doh             | 51,92 m |
| 2     | Kamerun        | Christian Messi Alaga | 48,58 m |
| 3     | Kamerun        | Athanase Oloko        | 46,72 m |

| Platz | Land      | Athletin             | Zeit    |
| ----- | --------- | -------------------- | ------- |
| 1     | Tunesien  | Monia Kari           | 53,00 m |
| 2     | Mauritius | Caroline Fournier    | 48,80 m |
| 3     | Nigeria   | Felicia Nkiru Ojiego | 45,58 m |

### Kugelstoßen
| Platz | Land           | Athlet         | Weite   |
| ----- | -------------- | -------------- | ------- |
| 1     | Südafrika      | Henk Booysen   | 17,34 m |
| 2     | Kamerun        | Athanase Oloko | 14,98 m |
| 3     | Elfenbeinküste | Serge Doh      | 14,84 m |

| Platz | Land    | Athletin              | Weite   |
| ----- | ------- | --------------------- | ------- |
| 1     | Ägypten | Hanan Ahmed Khaled    | 14,47 m |
| 2     | Ägypten | Wafaa Ismail Baghdadi | 14,24 m |
| 3     | Mali    | Oumou Traoré          | 12,84 m |

### Hammerwurf
| Platz | Land     | Athlet        | Weite   |
| ----- | -------- | ------------- | ------- |
| 1     | Algerien | Hakim Toumi   | 69,32 m |
| 2     | Algerien | Samir Haouam  | 65,32 m |
| 3     | Algerien | Yacine Louail | 52,34 m |

### 4 × 100 m
| Platz | Land    | Zeit   |
| ----- | ------- | ------ |
| 1     | Nigeria | 39,7 s |
| 2     | Senegal | 39,9 s |
| 3     | Kamerun | 40,0 s |

| Platz | Land           | Zeit   |
| ----- | -------------- | ------ |
| 1     | Kamerun        | 44,7 s |
| 2     | Elfenbeinküste | 45,5 s |
| 3     | Senegal        | 46,8 s |

### 4 × 400 m
| Platz | Land      | Zeit        |
| ----- | --------- | ----------- |
| 1     | Senegal   | 3:03,44 min |
| 2     | Kenia     | 3:03,53 min |
| 3     | Mauritius | 3:07,20 min |

| Platz | Land    | Zeit       |
| ----- | ------- | ---------- |
| 1     | Nigeria | 3:39,2 min |
| 2     | Kamerun | 3:40,5 min |
| 3     | Gabun   | 3:54,8 min |

### Zehnkampf / Siebenkampf
| Platz | Land     | Athlet              | Punkte      |
| ----- | -------- | ------------------- | ----------- |
| 1     | Tunesien | Anis Riahi          | 7257 Punkte |
| 2     | Ägypten  | Hassan Farouk Sayed | 6788 Punkte |
| 3     | Algerien | Sid Ali Sabour      | 5071 Punkte |

| Platz | Land           | Athletin               | Punkte      |
| ----- | -------------- | ---------------------- | ----------- |
| 1     | Kenia          | Caroline Kola          | 5270 Punkte |
| 2     | Kamerun        | Anne-Marie Mouri-Nkeng | 4372 Punkte |
| 3     | Elfenbeinküste | Adelaïde Koudougnon    | 3453 Punkte |

## Medaillenspiegel
| Medaillenspiegel Endstand nach 40 Entscheidungen | Medaillenspiegel Endstand nach 40 Entscheidungen | Medaillenspiegel Endstand nach 40 Entscheidungen | Medaillenspiegel Endstand nach 40 Entscheidungen | Medaillenspiegel Endstand nach 40 Entscheidungen | Medaillenspiegel Endstand nach 40 Entscheidungen |
| Platz                                            | Land                                             | Gold                                             | Silber                                           | Bronze                                           | Gesamt                                           |
| ------------------------------------------------ | ------------------------------------------------ | ------------------------------------------------ | ------------------------------------------------ | ------------------------------------------------ | ------------------------------------------------ |
| 1                                                | Nigeria                                          | 9                                                | 4                                                | 2                                                | 15                                               |
| 2                                                | Kenia                                            | 8                                                | 6                                                | 3                                                | 17                                               |
| 3                                                | Tunesien                                         | 6                                                | –                                                | 2                                                | 8                                                |
| 4                                                | Senegal                                          | 5                                                | 2                                                | 3                                                | 10                                               |
| 5                                                | Kamerun                                          | 4                                                | 8                                                | 7                                                | 19                                               |
| 6                                                | Algerien                                         | 2                                                | 2                                                | 2                                                | 6                                                |
| 7                                                | Südafrika                                        | 1                                                | 6                                                | 1                                                | 8                                                |
| 8                                                | Ägypten                                          | 1                                                | 4                                                | 1                                                | 6                                                |
| 9                                                | Seychellen                                       | 1                                                | 2                                                | –                                                | 3                                                |
| 10                                               | Elfenbeinküste                                   | 1                                                | 1                                                | 4                                                | 6                                                |
| 11                                               | Mauritius                                        | 1                                                | 1                                                | 2                                                | 4                                                |
| 12                                               | Burkina Faso                                     | 1                                                | –                                                | 2                                                | 3                                                |
| 13                                               | Burundi                                          | –                                                | 1                                                | 3                                                | 4                                                |
| 14                                               | Republik Kongo                                   | –                                                | 1                                                | 2                                                | 3                                                |
| 15                                               | Guinea                                           | –                                                | 1                                                | –                                                | 1                                                |
| 15                                               | Uganda                                           | –                                                | 1                                                | –                                                | 1                                                |
| 17                                               | Gambia                                           | –                                                | –                                                | 2                                                | 2                                                |
| 18                                               | Botswana                                         | –                                                | –                                                | 1                                                | 1                                                |
| 18                                               | Mali                                             | –                                                | –                                                | 1                                                | 1                                                |
| 18                                               | Gabun                                            | –                                                | –                                                | 1                                                | 1                                                |